# Windsor (comté de Mercer, Illinois)
Pour les articles homonymes, voir Windsor.
Windsor est un village situé à l'est du comté de Mercer dans l'Illinois, aux États-Unis,. Il est incorporé le 16 août 1878.

## Démographie
Lors du recensement de 2010, le village comptait une population de 748 habitants. Elle est estimée, en 2016, à 790 habitants.

### Source de la traduction
- (en) Cet article est partiellement ou en totalité issu de l’article de Wikipédia en anglais intitulé « Windsor, Illinois » (voir la liste des auteurs).